# Leptodactylus poecilochilus
Leptodactylus poecilochilus es una especie de ránidos de la familia Leptodactylidae.

## Distribución geográfica
Se encuentra en Colombia, Costa Rica, Panamá, Venezuela y, posiblemente, Nicaragua.